# 야마가타 아리토모
야마가타 아리토모(일본어: 山縣有朋, 1838년 6월 14일 ~ 1922년 2월 1일)는 일본 제국 육군 원수이자 내각총리대신을 두 번 지낸 인물이며, 일본 의회제도 체제 아래 최초 총리다. 그는 일찍이 근대 일본의 군사와 정치 토대를 마련했다. 작위는 공작.

## 초기 이력
조슈번(현재의 야마구치현) 하급 사무라이의 아들로 태어났다. 이후 사립학교인 쇼카손주쿠(松下村塾)에서 교육을 받으며 반막부(反幕部) 의식을 길렀다. 이후 조슈번의 군대인 기헤이타이(奇兵隊)에 가담하여 타도 막부운동을 펼쳤다. 보신 전쟁에는 조슈번 군대를 이끌고 막부 세력과 싸웠다.
메이지 유신 이후 1869년에 그는 사이고 주도와 함께 서구식 군대를 연구하기 위해 유럽에 파견되었다. 야마가타는 그 당시 프로이센의 군국주의, 팽창주의, 공업 발전에 감명받고 농업국이었던 일본을 프로이센과 같은 공업 군사 국가로 탈바꿈하고자 했다. 그리하여 일본에 돌아와서 육군경에 임명되어 프로이센을 본딴 군 근대화를 추진하였다. 그리하여 1873년에 징병제가 도입되었다.

## 군 경력
그는 일본제국 육군 창설자로서 육군경, 참모 총장으로 재직하는 등 육군에 큰 영향력을 행사했고, 그 유산은 제2차 세계 대전까지 지속되었다. 그는 메이지 유신 옛 동지였던 사이고 다카모리가 일으킨 반란(세이난 전쟁)을 진압하기 위해 육군을 총지휘했고, 반란이 실패하자 자살한 사이고 다카모리의 목이 그 앞에 바쳐지자, 그는 그것을 직접 들고 염불을 외웠다고 한다.
1882년 그는 메이지 천황 이름으로 '황군'의 복무 규율을 규정한 군인칙유(軍人勅諭)를 선포하였다. 이는 매우 군국주의적이고 충성을 강조한 것이었다. 청일 전쟁이 발발하자 그는 육군대신으로 전쟁을 지도하였고, 러일 전쟁때는 제1군 사령관겸 참모총장을 맡아 도쿄에서 군을 지휘하였다. 이후 1898년에 원수의계급으로 승진하였다.

## 총리
3대 총리로 재직할 때인 1890년 군국주의적인 교육관을 규정한 교육칙어(教育ニ関スル勅語)도 1890년 메이지 천황 이름으로 반포하였다.

## 허구
- 야마가타 아리토모는 일본 애니메이션 바람의 검심에서 단역으로 등장하기도 했다.

## 같이 보기
- 정한론
  - 로렌츠 폰 슈타인
    - 주권선
    - 이익선
- 제1차 야마가타 내각
- 제2차 야마가타 내각
- 보신 전쟁
- 세이난 전쟁
- 청일 전쟁
- 일본의 총리
- 군국주의
- 한일 병합 조약
- 야마가타 이사부로